# DDR-Einzelmeisterschaft im Schach 1980
Die 29. DDR-Einzelmeisterschaft im Schach fand vom 3. bis 18. Februar 1980 in Plauen statt.
Die Teilnehmer hatten sich über das sogenannte Dreiviertelfinale sowie ein System von Vorberechtigungen und Freiplätzen für diese Meisterschaft qualifiziert. Schiedsrichter waren Johannes Hoffmann (Herren) und Norbert Schätzke (Damen).   

## Meisterschaft der Herren
Das insgesamt gut besetzte Turnier hatte schließlich zwei Sieger. Hans-Ulrich Grünberg und Titelverteidiger Lothar Vogt mussten den Meister im Stichkampf ermitteln. Grünberg hatte lange geführt, ehe Vogt in der 12. Runde die alleinige Führung übernahm. Grünberg konnte erst in der Schlussrunde wieder gleichziehen.
Lothar Zinn musste das Turnier fünf Runden vor Schluss aus gesundheitlichen Gründen abbrechen. Er verstarb wenige Wochen später Ende Februar 1980. Auch für Rainer Möbius war die DDR-Meisterschaft das letzte Turnier. Er verunglückte im Juni 1980 tödlich.

### Abschlusstabelle
|     | Teilnehmer                                 | 01 | 02 | 03 | 04 | 05 | 06 | 07 | 08 | 09 | 10 | 11 | 12 | 13 | 14 | 15 | 16 | Punkte |
| --- | ------------------------------------------ | -- | -- | -- | -- | -- | -- | -- | -- | -- | -- | -- | -- | -- | -- | -- | -- | ------ |
| 1/2 | Hans-Ulrich Grünberg (Buna Halle-Neustadt) |    | ½  | ½  | ½  | 0  | 1  | ½  | 1  | 1  | 1  | 1  | ½  | 1  | ½  | 1  | +  | 11     |
| 1/2 | Lothar Vogt (SG Leipzig)                   | ½  |    | ½  | ½  | ½  | ½  | 1  | ½  | ½  | 1  | ½  | 1  | 1  | 1  | 1  | 1  | 11     |
| 03  | Lutz Espig (Greika Greiz)                  | ½  | ½  |    | ½  | 0  | 0  | 1  | 1  | 1  | 1  | ½  | ½  | 1  | 1  | ½  | +  | 10     |
| 04  | Raj Tischbierek (SG Leipzig)               | ½  | ½  | ½  |    | 0  | ½  | ½  | 1  | ½  | ½  | ½  | 1  | 1  | 1  | 1  | +  | 10     |
| 05  | Thomas Pähtz (Funkwerk Erfurt)             | 1  | ½  | 1  | 1  |    | ½  | 0  | 0  | ½  | 1  | 0  | 1  | ½  | 1  | 0  | +  | 09     |
| 06  | Thomas Casper (Vorwärts Strausberg)        | 0  | ½  | 1  | ½  | ½  |    | 1  | 0  | 0  | ½  | 1  | 0  | 1  | ½  | 1  | 1  | 08½    |
| 07  | Uwe Bönsch (Buna Halle-Neustadt)           | ½  | 0  | 0  | ½  | 1  | 0  |    | ½  | ½  | 1  | ½  | 1  | 1  | 1  | –  | 1  | 08½    |
| 08  | Rainer Knaak (SG Leipzig)                  | 0  | ½  | 0  | 0  | 1  | 1  | ½  |    | 1  | ½  | ½  | ½  | 1  | ½  | 1  | ½  | 08½    |
| 09  | Wolfram Heinig (SG Leipzig)                | 0  | ½  | 0  | ½  | ½  | 1  | ½  | 0  |    | 0  | 1  | ½  | 1  | 1  | 1  | ½  | 08     |
| 10  | Peter Hesse (Motor SO Magdeburg)           | 0  | 0  | 0  | ½  | 0  | ½  | 0  | ½  | 1  |    | ½  | ½  | 1  | 0  | 1  | 1  | 06½    |
| 11  | Manfred Böhnisch (SG Leipzig)              | 0  | ½  | ½  | ½  | 1  | 0  | ½  | ½  | 0  | ½  |    | 0  | 0  | 1  | 1  | ½  | 06½    |
| 12  | Gernot Gauglitz (Post Dresden)             | ½  | 0  | ½  | 0  | 0  | 1  | 0  | ½  | ½  | ½  | 1  |    | 0  | 0  | ½  | 1  | 06     |
| 13  | Gerd Lorenz (Lok/TH Karl-Marx-Stadt)       | 0  | 0  | 0  | 0  | ½  | 0  | 0  | 0  | 0  | 0  | 1  | 1  |    | 1  | ½  | 1  | 05     |
| 14  | Thomas Jakat (Vorwärts Demen)              | ½  | 0  | 0  | 0  | 0  | ½  | 0  | ½  | 0  | 1  | 0  | 1  | 0  |    | ½  | +  | 05     |
| 15  | Rainer Möbius (Lok/TH Karl-Marx-Stadt)     | 0  | 0  | ½  | 0  | 1  | 0  | +  | 0  | 0  | 0  | 0  | ½  | ½  | ½  |    | ½  | 04½    |
| 16  | Lothar Zinn (AdW Berlin)                   | –  | 0  | –  | –  | –  | 0  | 0  | ½  | ½  | 0  | ½  | 0  | 0  | –  | ½  |    | 02     |

#### Stichkampf
Der Stichkampf fand Mitte März in Berlin statt. Grünberg gewann die erste und Vogt die zweite Partie jeweils mit Weiß. Die beiden weiteren Partien endeten remis. Somit war Hans-Ulrich Grünberg erstmals DDR-Meister, da bei einem Unentschieden im Stichkampf die bessere Feinwertung aus der Meisterschaft entschied.

### Dreiviertelfinale
Das Dreiviertelfinale der Herren fand im August 1979 in Gera-Langenberg statt. Gemäß Berichterstattung in Schach gab es einige organisatorische Unzulänglichkeiten bei der Unterbringung der Teilnehmer und den Wegen zwischen Unterkunft, Verpflegungsstätten und Spielsaal. Die Fachpresse erwähnt auch, dass Heinz Liebert mit erheblicher Verspätung eintraf und nach Beschluss des Spielerrates nicht mehr zum Turnier zugelassen wurde.
Auf den vorderen Plätzen aller drei Gruppen tauchen neben bewährten Spielern auch einige neue Namen auf. Hauptschiedsrichter war Kurt Roigk. Bei Punktgleichheit entschied die Anzahl der Gewinnpartien. 
Gruppe A
|    | Teilnehmer                              | 01 | 02 | 03 | 04 | 05 | 06 | 07 | 08 | 09 | 10 | Punkte |
| -- | --------------------------------------- | -- | -- | -- | -- | -- | -- | -- | -- | -- | -- | ------ |
| 01 | Thomas Pähtz (Funkwerk Erfurt)          |    | 1  | 0  | ½  | 1  | 1  | 1  | 1  | 1  | 0  | 6½     |
| 02 | Rainer Möbius (Lok Karl-Marx-Stadt)     | 0  |    | 1  | 1  | 0  | 1  | 1  | 1  | 1  | ½  | 6½     |
| 03 | Lutz Espig (Buna Halle-Neustadt)        | 1  | 0  |    | ½  | ½  | 1  | ½  | ½  | 1  | 1  | 6      |
| 04 | Gottfried Braun (SG Leipzig)            | ½  | 0  | ½  |    | 0  | 1  | 1  | 1  | 0  | 1  | 5      |
| 05 | Matthias Schurade (Vorwärts Strausberg) | 0  | 1  | ½  | 1  |    | 0  | 1  | 1  | 0  | 0  | 4½     |
| 06 | Klaus Müller (Greika Greiz)             | 0  | 0  | 0  | 0  | 1  |    | 0  | 1  | 1  | 1  | 4      |
| 07 | Udo Evers (Post Dresden)                | 0  | 0  | ½  | 0  | 0  | 1  |    | 0  | 1  | 1  | 3½     |
| 08 | Gerd Janusch (Motor Steinach)           | 0  | 0  | ½  | 0  | 0  | 0  | 1  |    | 1  | 1  | 3½     |
| 09 | Michael Blanck (Vorwärts Stallberg)     | 0  | 0  | 0  | 1  | 1  | 0  | 0  | 0  |    | 1  | 3      |
| 10 | Wolfgang Thormann (AdW Berlin)          | 1  | ½  | 0  | 0  | 1  | 0  | 0  | 0  | 0  |    | 2½     |

Gruppe B
|    | Teilnehmer                              | 01 | 02 | 03 | 04 | 05 | 06 | 07 | 08 | 09 | 10 | Punkte |
| -- | --------------------------------------- | -- | -- | -- | -- | -- | -- | -- | -- | -- | -- | ------ |
| 01 | Thomas Jakat (Schiffahrt/Hafen Rostock) |    | ½  | ½  | ½  | 1  | ½  | 0  | 1  | 1  | 1  | 6      |
| 02 | Thomas Casper (SG Leipzig)              | ½  |    | ½  | ½  | 1  | 1  | ½  | ½  | ½  | 1  | 6      |
| 03 | Lothar Zinn (AdW Berlin)                | ½  | ½  |    | 1  | ½  | ½  | 1  | 0  | ½  | 1  | 5½     |
| 04 | Joachim Brüggemann (Funkwerk Erfurt)    | ½  | ½  | 0  |    | ½  | 1  | 0  | 1  | 1  | ½  | 5      |
| 05 | Matthias Gläßl (Lok Gera)               | 0  | 0  | ½  | ½  |    | 1  | 0  | 1  | ½  | 1  | 4½     |
| 06 | Thomas Espig (Greika Greiz)             | ½  | 0  | ½  | 0  | 0  |    | 1  | 1  | ½  | 1  | 4½     |
| 07 | Michael Stettler (Buna Halle-Neustadt)  | 1  | ½  | 0  | 1  | 1  | 0  |    | 0  | ½  | 0  | 4      |
| 08 | Günter Walter (Lok Brandenburg)         | 0  | ½  | 1  | 0  | 0  | 0  | 1  |    | ½  | 1  | 4      |
| 09 | Wolfgang Rohde (AdW Berlin)             | 0  | ½  | ½  | 0  | ½  | ½  | ½  | ½  |    | 1  | 4      |
| 10 | Frank Belke (Post Dresden)              | 0  | 0  | 0  | ½  | 0  | 0  | 1  | 0  | 0  |    | 1½     |

Gruppe C
|    | Teilnehmer                                  | 01 | 02 | 03 | 04 | 05 | 06 | 07 | 08 | 09 | 10 | Punkte |
| -- | ------------------------------------------- | -- | -- | -- | -- | -- | -- | -- | -- | -- | -- | ------ |
| 01 | Thomas Schubert (Motor Gohlis Nord Leipzig) |    | ½  | 1  | 1  | ½  | ½  | 1  | 1  | ½  | 1  | 7      |
| 02 | Manfred Böhnisch (SG Leipzig)               | ½  |    | ½  | 1  | ½  | 1  | ½  | 1  | ½  | 1  | 6½     |
| 03 | Gernot Gauglitz (Post Dresden)              | 0  | ½  |    | 1  | 1  | 1  | 0  | 0  | 1  | ½  | 5      |
| 04 | Günther Möhring (Buna Halle-Neustadt)       | 0  | 0  | 0  |    | 0  | 1  | 1  | 1  | ½  | 1  | 4½     |
| 05 | Christian Steudtmann (Lok Karl-Marx-Stadt)  | ½  | ½  | 0  | 1  |    | 0  | ½  | ½  | ½  | 1  | 4½     |
| 06 | Ulrich Kobe (Funkwerk Erfurt)               | ½  | 0  | 0  | 0  | 1  |    | ½  | 1  | 0  | 1  | 4      |
| 07 | Bodo Starck (AdW Berlin)                    | 0  | ½  | 1  | 0  | ½  | ½  |    | 0  | 1  | ½  | 4      |
| 08 | Harald Darius (Motor SO Magdeburg)          | 0  | 0  | 1  | 0  | ½  | 0  | 1  |    | 1  | 0  | 3½     |
| 09 | Hans-Eckart Lüthke (Lok Schwerin)           | ½  | ½  | 0  | ½  | ½  | 1  | 0  | 0  |    | ½  | 3½     |
| 10 | Lothar Kollberg (AdW Berlin)                | 0  | 0  | ½  | 0  | 0  | 0  | ½  | 1  | ½  |    | 2½     |

## Meisterschaft der Damen
Ulricke Seidemann gewann nach ihrer Rückkehr aus der "Babypause" die DDR-Meisterschaft 1980 vor den zuletzt dominierenden Brigitte Hofmann und Annett Michel. Michel hatte lange geführt, wurde erst in der vorletzten Runde von der Spitze verdrängt. Hinter diesen drei Spielerinnen folgt dicht gedrängt das übrige Feld, wobei die Fachpresse eine zu große Friedfertigkeit und hohe Remisquote einiger Spielerinnen anmahnte.

### Abschlusstabelle
|    | Teilnehmer                             | 01 | 02 | 03 | 04 | 05 | 06 | 07 | 08 | 09 | 10 | 11 | 12 | 13 | 14 | Punkte |
| -- | -------------------------------------- | -- | -- | -- | -- | -- | -- | -- | -- | -- | -- | -- | -- | -- | -- | ------ |
| 01 | Ulricke Seidemann (PH/Empor Potsdam)   |    | ½  | ½  | ½  | 1  | ½  | 1  | 1  | ½  | 1  | 1  | 1  | 1  | 1  | 10½    |
| 02 | Brigitte Hofmann (Buna Halle-Neustadt) | ½  |    | ½  | ½  | ½  | 1  | 0  | 1  | 1  | 1  | 1  | 1  | 1  | 1  | 10     |
| 03 | Annett Michel (Buna Halle-Neustadt)    | ½  | ½  |    | ½  | 0  | ½  | 1  | 1  | 1  | 1  | 1  | 1  | 1  | ½  | 09½    |
| 04 | Eveline Nünchert (PH/Empor Potsdam)    | ½  | ½  | ½  |    | 1  | 0  | ½  | ½  | ½  | ½  | 1  | ½  | 1  | ½  | 07½    |
| 05 | Constanze Jahn (Post Crimmitschau)     | 0  | ½  | 1  | 0  |    | 1  | ½  | 1  | 0  | ½  | ½  | 1  | ½  | ½  | 07     |
| 06 | Gabriele Just (Lok Mitte Leipzig)      | ½  | 0  | ½  | 1  | 0  |    | 0  | ½  | ½  | 1  | 1  | ½  | ½  | 1  | 07     |
| 07 | Ines Starck (AdW Berlin)               | 0  | 1  | 0  | ½  | ½  | 1  |    | ½  | ½  | 1  | ½  | ½  | ½  | ½  | 07     |
| 08 | Diana Walther (Metall Gera)            | 0  | 0  | 0  | ½  | 0  | ½  | ½  |    | ½  | 1  | 1  | ½  | 1  | 1  | 06½    |
| 09 | Hannelore Kube (Medizin Erfurt)        | ½  | 0  | 0  | ½  | 1  | ½  | ½  | ½  |    | 0  | ½  | ½  | ½  | ½  | 05½    |
| 10 | Iris Bröder (Lok Halle)                | 0  | 0  | 0  | ½  | ½  | 0  | 0  | 0  | 1  |    | ½  | ½  | ½  | 1  | 04½    |
| 11 | Cornelia Hobusch (Buna Halle-Neustadt) | 0  | 0  | 0  | 0  | ½  | 0  | ½  | 0  | ½  | ½  |    | 1  | ½  | 1  | 04½    |
| 12 | Heidrun Bade (PH/Empor Potsdam)        | 0  | 0  | 0  | ½  | 0  | ½  | ½  | ½  | ½  | ½  | 0  |    | ½  | 1  | 04½    |
| 13 | Gudula Jahn (Post Crimmitschau)        | 0  | 0  | 0  | 0  | ½  | ½  | ½  | 0  | ½  | ½  | ½  | ½  |    | 1  | 04½    |
| 14 | Regine Braun (Chemie Köpenick)         | 0  | 0  | ½  | ½  | ½  | 0  | ½  | 0  | ½  | 0  | 0  | 0  | 0  |    | 02½    |

### Dreiviertelfinale
Das Dreiviertelfinale der Damen fand im Sommer 1979 im Schachdorf Ströbeck statt. Hauptschiedsrichter war Johannes Hoffmann aus Rüdersdorf.
Gruppe A
|   | Teilnehmer                         | 01 | 02 | 03 | 04 | 05 | 06 | 07 | 08 | Punkte |
| - | ---------------------------------- | -- | -- | -- | -- | -- | -- | -- | -- | ------ |
| 1 | Gabriele Just (Lok Mitte Leipzig)  |    | ½  | 1  | 1  | 1  | 1  | 1  | 1  | 6½     |
| 2 | Constanze Jahn (Post Crimmitschau) | ½  |    | ½  | ½  | 1  | 1  | ½  | 1  | 5      |
| 3 | Vera Kunath (Einheit Meiningen)    | 0  | ½  |    | 0  | ½  | 1  | 1  | 1  | 4      |
| 4 | Carola Manger (Motor Weimar)       | 0  | ½  | 1  |    | ½  | ½  | 1  | ½  | 4      |
| 5 | L. Brüning (Einheit Schwerin)      | 0  | 0  | ½  | ½  |    | 1  | ½  | ½  | 3      |
| 6 | Doris Reschke (Lok RAW Cottbus)    | 0  | 0  | 0  | ½  | 0  |    | 1  | 1  | 2½     |
| 7 | Cornelia Würfel (Energie Görlitz)  | 0  | ½  | 0  | 0  | ½  | 0  |    | ½  | 1½     |
| 8 | Inge Rollwitz (Vorwärts Stallberg) | 0  | 0  | 0  | ½  | ½  | 0  | ½  |    | 1½     |

Gruppe B
|   | Teilnehmer                                  | 01 | 02 | 03 | 04 | 05 | 06 | 07 | 08 | Punkte |
| - | ------------------------------------------- | -- | -- | -- | -- | -- | -- | -- | -- | ------ |
| 1 | Gudula Jahn (Post Crimmitschau)             |    | 1  | ½  | ½  | ½  | 1  | 1  | 1  | 5½     |
| 2 | Hannelore Kube (Medizin Erfurt)             | 0  |    | 1  | ½  | ½  | 1  | 1  | 1  | 5      |
| 3 | Ines Starck (AdW Berlin)                    | ½  | 0  |    | 0  | 1  | 1  | 1  | 1  | 4½     |
| 4 | Sonja Wolff (Metall Gera)                   | ½  | ½  | 1  |    | ½  | 0  | ½  | ½  | 3½     |
| 5 | Lieselotte Janssen (Motor Leipzig-Lindenau) | ½  | ½  | 0  | ½  |    | ½  | 1  | ½  | 3½     |
| 6 | Birgit Krutzsch (Stahl Thale)               | 0  | 0  | 0  | 1  | ½  |    | ½  | 1  | 3      |
| 7 | Kirsten Kowalewski (Lok Rostock)            | 0  | 0  | 0  | ½  | 0  | ½  |    | 1  | 2      |
| 8 | Eva-Maria Heese (PH Potsdam)                | 0  | 0  | 0  | ½  | ½  | 0  | 0  |    | 1      |

Gruppe C
|   | Teilnehmer                              | 01 | 02 | 03 | 04 | 05 | 06 | 07 | 08 | Punkte |
| - | --------------------------------------- | -- | -- | -- | -- | -- | -- | -- | -- | ------ |
| 1 | Regine Braun (Chemie Köpenick)          |    | 1  | 0  | ½  | 1  | 1  | ½  | 1  | 5      |
| 2 | Martina Müller (Lok/TH Karl-Marx-Stadt) | 0  |    | 1  | ½  | 1  | ½  | 1  | 1  | 5      |
| 3 | Heidrun Bade (PH Potsdam)               | 1  | 0  |    | ½  | ½  | 1  | 1  | 1  | 5      |
| 4 | M. Homberg (Motor Weimar)               | ½  | ½  | ½  |    | ½  | ½  | ½  | ½  | 3½     |
| 5 | Sigrid Septinus (Motor Weimar)          | 0  | 0  | ½  | ½  |    | 1  | ½  | ½  | 3      |
| 6 | Gerda Kriependorf (TH Magdeburg)        | 0  | ½  | 0  | ½  | 0  |    | 1  | ½  | 2½     |
| 7 | Ina Prühl (Stahl Maxhütte)              | ½  | 0  | 0  | ½  | ½  | 0  |    | ½  | 2      |
| 8 | Evelyn Franz (Motor SO Magdeburg)       | 0  | 0  | 0  | ½  | ½  | ½  | ½  |    | 2      |

## Jugendmeisterschaften
| Altersklasse | männlich                           | weiblich                          |
| ------------ | ---------------------------------- | --------------------------------- |
| 07/08        | Torsten Franz (Fortschritt Plauen) | Annett Meyering (Einheit Bautzen) |
| 09/10        | Thomas Luther (Medizin Erfurt)     | Peggy Röder (TSG Wittenberg)      |
| 11/12        | Frank Watzek (ASP Hoyerswerda)     | Antje Riedel (Chemie Lichtenberg) |
| 13/14        | Dirk Poldauf (SGS Stralsund)       | Katja Sommaro (ASP Hoyerswerda)   |
| 15/16        | Rainer Kleeschätzky (Chemie Guben) | Angela Melzer (Traktor Lindow)    |
| 17/18        | Jörg Pachow (ASP Hoyerswerda)      | Iris Bröder (Buna Halle-Neustadt) |